# Squid (software)
Squid (Engels voor inktvis) is een veelgebruikte proxyserver die onder de GNU GPL is vrijgegeven. Squid is in 2001 ontwikkeld voor Unix/Linux-omgevingen en wordt als stabiele en betrouwbare software gezien. Het ondersteunt diverse protocollen maar wordt voornamelijk gebruikt om HTTP en FTP verkeer te 'cachen' zodat niet alleen de snelheid voor de proxy-'clients' toeneemt maar ook de bandbreedte veel efficiënter wordt benut. Het wordt dan ook veel gebruikt door bedrijven, waaronder Internet Service Providers.
Squid draait op Unix, Linux, macOS en Windows.

## Functionaliteit
Squid ondersteunt diverse protocollen waaronder HTTP, FTP, HTTPS, WCCP, SNMP en kan op verschillende manieren als proxyserver fungeren:
- web-proxyserver
- transparante proxyserver
- reverse proxyserver
- content filterserver

Samen met een internetfilter zoals e2guardian kan Squid efficiënt worden ingezet om het internetverkeer in een lokaal netwerk te filteren.